# کوزمینسکویه
کوزمینسکویه (انگلیسی: Kuzminskoye) یک شهرک در شهرستان ملئوزوفسکی استان باشقیرستان کشور روسیه است.